# Thierry Vincent (chanteur)
Pour les articles homonymes, voir Thierry Vincent.
Thierry Vincent, de son vrai nom Louis Locatelli, est un chanteur des années 1960 né le 20 octobre 1942 dans le 11e arrondissement de Paris et décédé le 14 octobre 1990 à Vincennes. 
Il a sorti quelques 45 tours et a participé à la Photo du siècle de Salut les copains. À ses débuts, il était chanteur du groupe Les Pingouins.

## Discographie
45 tours EP
- 1964 - J'peux pas l'acheter / Encore un jour sans toi / La vie sans toi / L'amour que j'ai pour toi (Bel Air 211173)
- 1964 -  Merci merci / Dis-moi pourquoi tu refuses / On n'aime pas deux fois / Moi j'ai peur de rentrer (CBS 5929)
- 1965 - Je ne peux pas t'oublier / Partons et courons loin d'ici / Plus jamais plus jamais / Parlons d'argent (CBS 5979)
- 1965 - Samedi soir au cinéma / Les yeux fermés / Tu ne vaux pas mieux que moi / Tu ne peux pas me faire ça (CBS 6093)

33 tours
- 1990 -  Les yeux fermés[4]

CD
- 1999 -  On n'aime pas deux fois LCD 24-2 [5]